# 발레리 폴랴코프

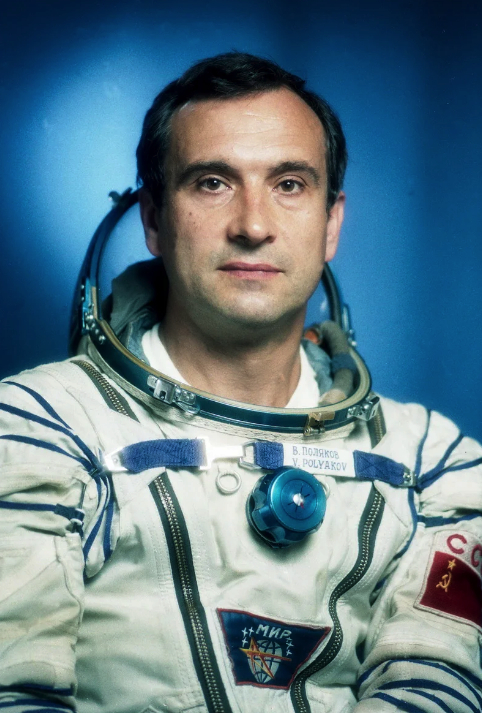

발레리 블라디미로비치 폴랴코프(영어: Valeri Vladimirovich Polyakov, 러시아어: Валерий Владимирович Поляков, 1942년 4월 27일~2022년 9월 19일)는 발레리 이바노비치 코르슈노프(Valeri Ivanovich Korshunov)의 아들로 태어난 전직 러시아 우주인이다. 그는 미르 우주정거장에서 약 14개월을 (437일 18시간) 체류했는데, 이것은 인류 역사상 인간이 우주에서 가장 오래 체류한 기록이다. 그는 총합 22개월의 우주 비행 시간 경력을 가지고 있다.

## 같이 보기
- 유인 우주 비행